# Хајдуци (филм)
Хајдуци је предстојећи српски филм у режији Синише Цветића по сценарију Давида Јаковљевића.
Филм је подржан средствима Филмског центра Србије док је почетак снимања планиран током 2025. године.

## Радња
Ово је први филм о хајдуцимa, јунацима опеваним у епској поезији, који су вековима бранили народ од Османлија и борили се за слободу.
Радња се одвија почетком 16. века, када пратимо залуталу чету без харамбаше, којој се придружи непознат младић жедан освете и открије им скривен трговачки пут, па они почну да харају њиме и да пљачкају, како Турке, тако и домаћи народ, док не огрезну у богатству и моћи...
А свима им највећу претњу представља бескрупулозни јаничар, ког не прихвата ни народ из ког потиче, ни онај у чије име ратује. Хајдуци су доведени пред тежак избор - јесу ли они јунаци, или само друмски разбојници?
Пред нашим очима, они ће морати да пролију крв; своју, туђу, па опет своју - како би заслужили јуначко звање које им је додељено у епским песмама...

## Улоге
| Глумац           | Улога |
| ---------------- | ----- |
| Павле Менсур     |       |
| Маја Јурић       |       |
| Марко Грабеж     |       |
| Павле Чемерикић  |       |
| Исидора Јанковић |       |
| Леон Лучев       |       |
| Исидора Грађанин |       |
| Миона Марковић   |       |
| Бранко Перишић   |       |
| Чубрило Чупић    |       |
| Јован Јовановић  |       |